# クレイオー

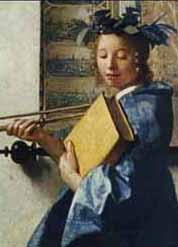
フェルメールの1666年頃の絵画『絵画芸術』に描かれたクレイオー。ウィーン、美術史美術館所蔵。

クレイオー（古希: Κλειώ、古代ギリシア語ラテン翻字: Kleiṓ）、あるいはクリーオー（古希: Κλιώ、古代ギリシア語ラテン翻字: Kliṓ、ラテン語: Clio）は、ギリシア神話に登場する女神で、9柱の文芸の女神ムーサたち（ムーサイ）の1人である。
日本語では長母音を省略してクレイオ、クリオとも表記される。 
ゼウスとムネーモシュネーの娘で、カリオペー、エウテルペー、タレイア、メルポメネー、テルプシコラー、エラトー、ポリュムニアー、ウーラニアーと姉妹。ムーサたちのうち「英雄詩」と「歴史」を司り、表される際の持ち物は巻物あるいは巻物入れなどであるが、この様にムーサたちが細分化されたのはローマ時代もかなり後期になってからである。
アプロディーテーに対して「女神の身であるにもかかわらず、人間アドーニスに恋した」と咎めたため、呪いによりマケドニアのペラ（ピーエリス）王ピーエロスに恋するようになり、その間にヒュアキントスという息子を産んだ。
別な伝説では、婚姻の神ヒュメナイオスの母でもあるという。

## ギャラリー

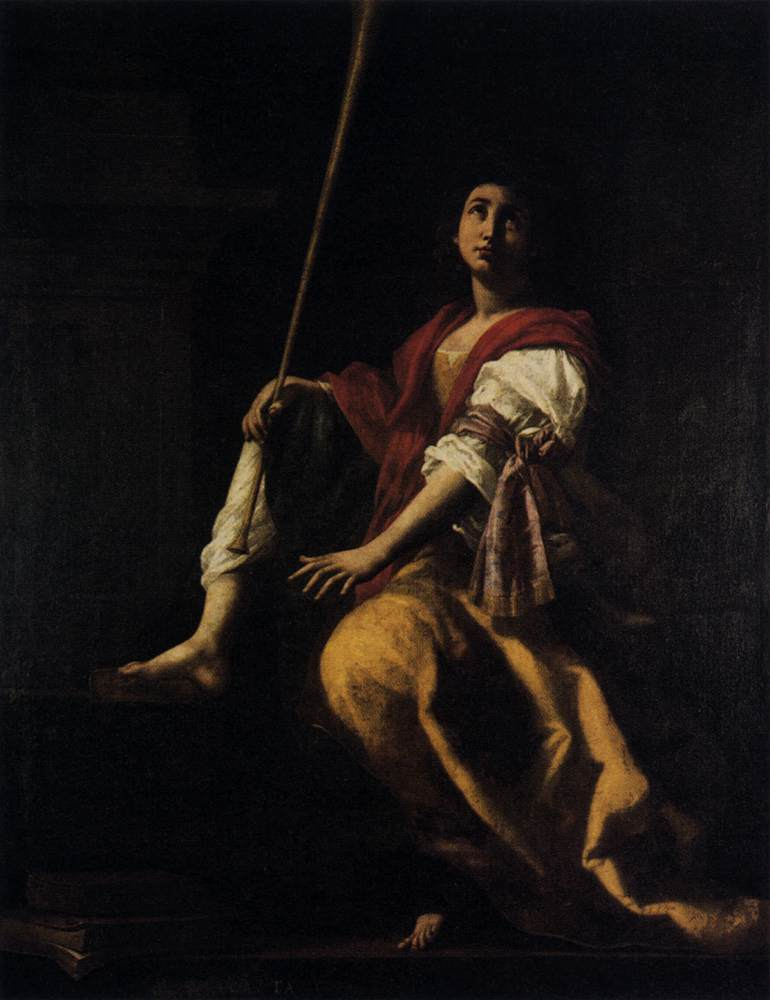
ジョヴァンニ・バリオーネ『クレイオー、歴史を司るムーサ』（17世紀前半） アラス美術館所蔵
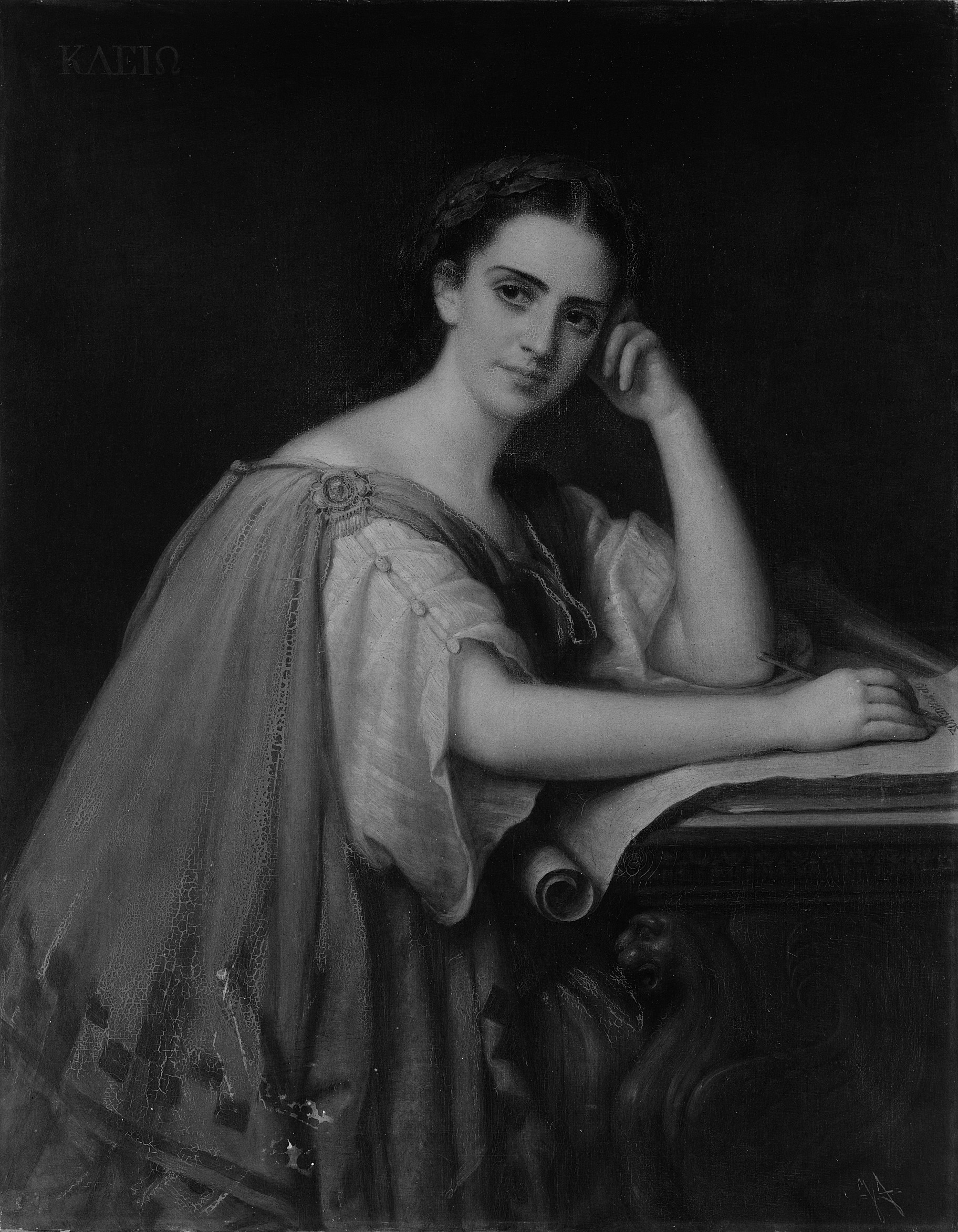
ジュゼッペ・ファニャーニ『クレイオー』（1869年） メトロポリタン美術館所蔵
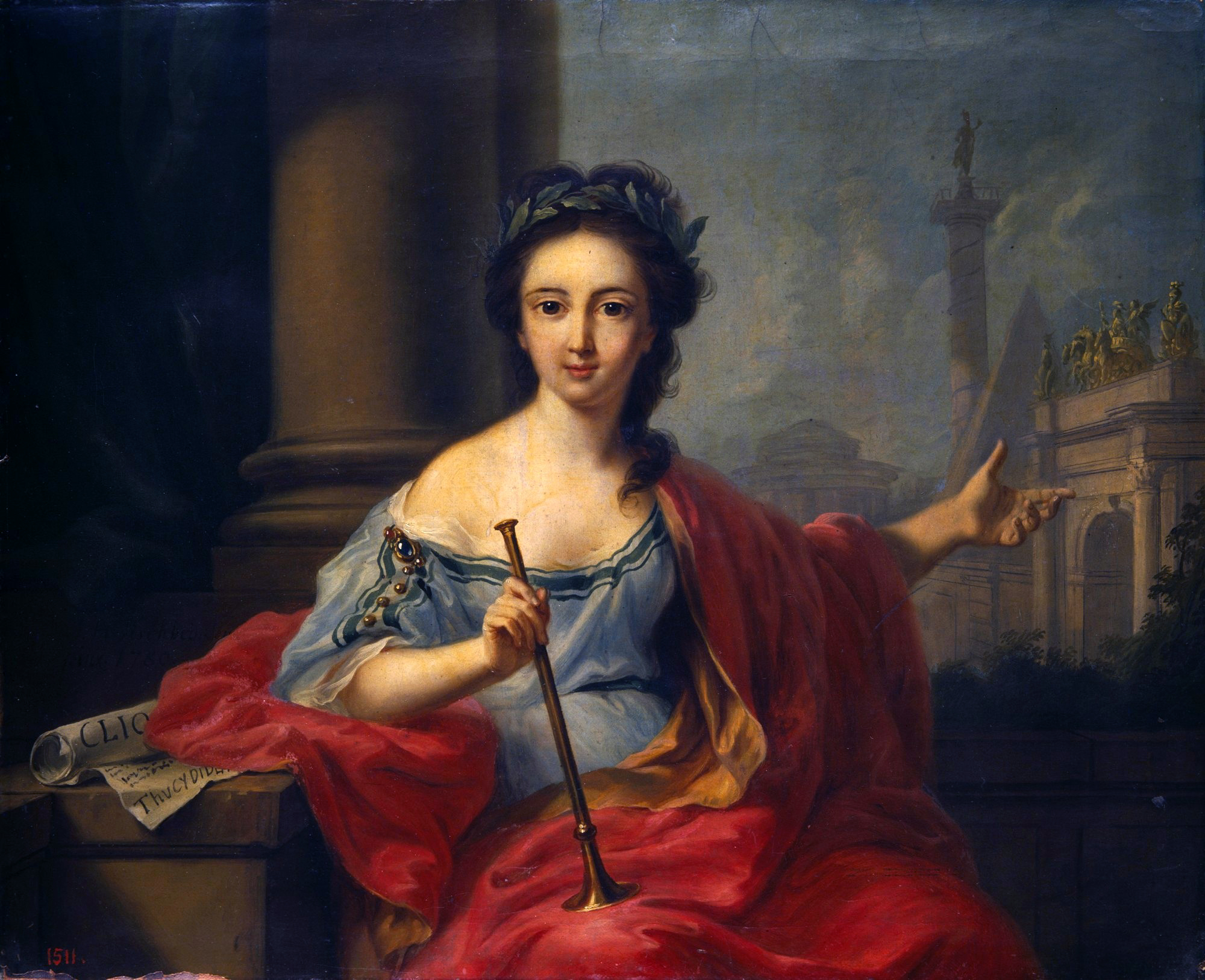
ヨハン・ハインリヒ・ティシュバイン『クレイオー』（1780年） カッセル市立美術館（英語版）所蔵
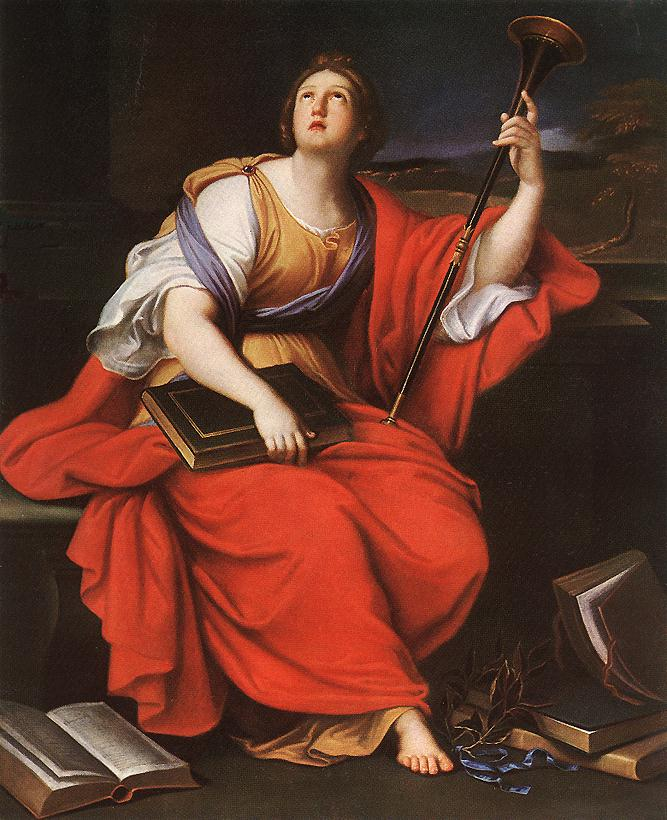
ピエール・ミニャール『クレイオー』（1689年） ブダペスト国立西洋美術館所蔵
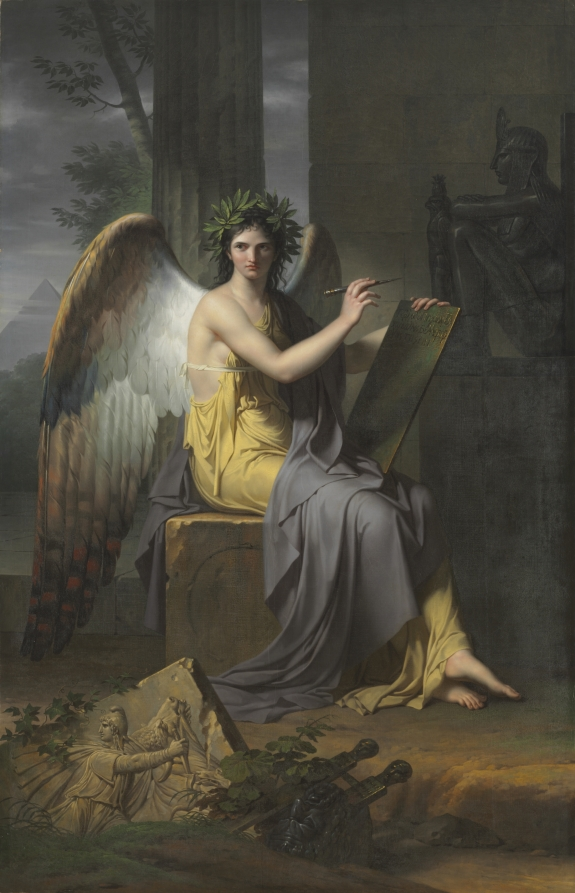
シャルル・メニエ『クレイオー』（1800年） クリーブランド美術館所蔵
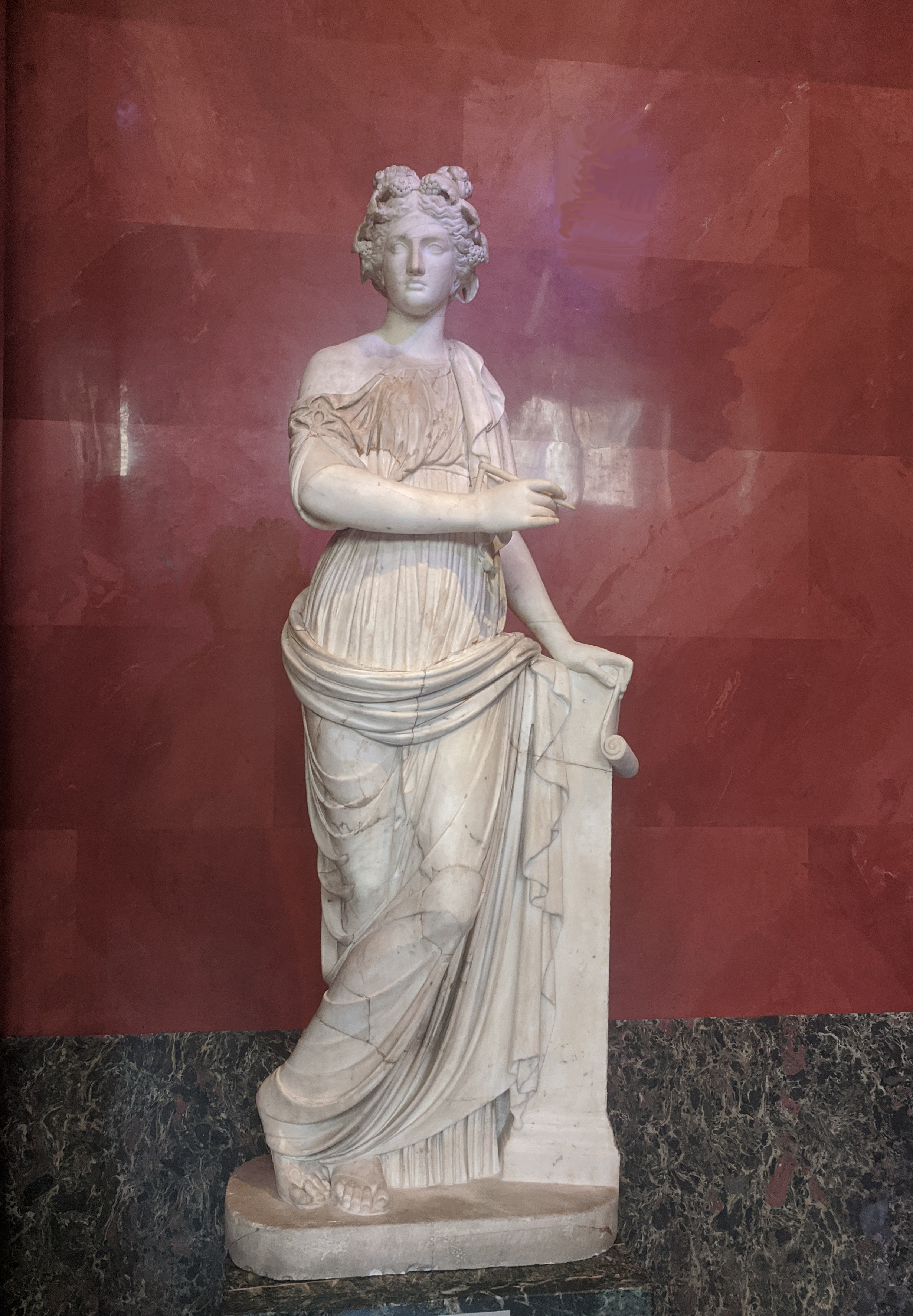
クレイオーの像 エルミタージュ美術館所蔵
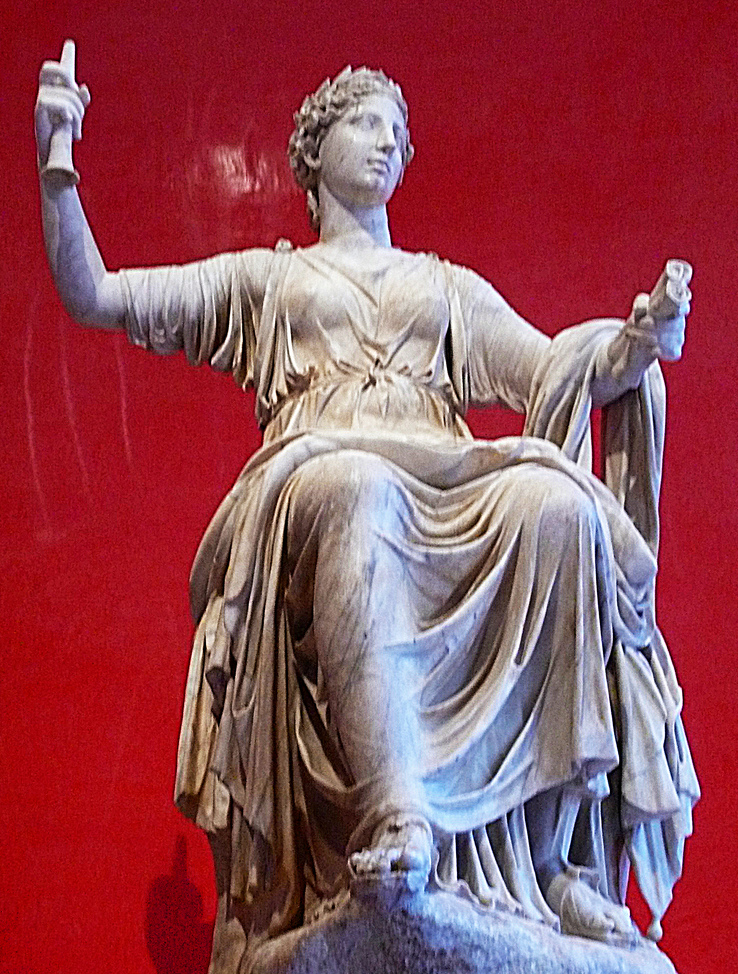
クレイオーの像 プラド美術館所蔵